# Alkmonton
Alkmonton – wieś w Anglii, w hrabstwie Derbyshire, w dystrykcie Derbyshire Dales. Leży 18 km na zachód od miasta Derby i 192 km na północny zachód od Londynu.